# مارتین اتکینسون
 مارتین اتکینسون  (به انگلیسی: Martin Atkinson) (زاده ۳۱ مارس ۱۹۷۱ - برادفورد) داور اهل انگلستان است.
وی در ابتدا با کمک داوری وارد عرصه فوتبال شده و از سال ۲۰۰۳ به عنوان داور وسط در لیگ برتر انگلستان فعالیت خود را ادامه داد و از سال ۲۰۰۶ میلادی در لیست داوران فیفا قرار گرفت.